# 佐藤毅
佐藤 毅（さとう たけし、1932年3月5日 - 1997年10月8日）は、日本の社会学者、一橋大学名誉教授。

## 生涯
愛知県一宮市出身。1954年一橋大学社会学部卒、1959年同大学院社会学研究科博士課程満期退学。南博ゼミ出身。1960年法政大学社会学部専任講師、1961年助教授、1969年教授、1978年一橋大学社会学部教授。1991年「マスコミの受容理論 言説の異化媒介的変換」で一橋大学社会学博士。1995年定年退官、名誉教授、大東文化大学法学部教授。
1997年10月8日、急性白血病のため死去。
指導学生に安川一、伊奈正人、三浦展，出口剛司など。

## 著書
- 『イメージ時代の逆説 転換する大衆文化のゆくえ』毎日新聞社 1971
- 『現代コミュニケーション論』青木書店 1976
- 『マスコミの受容理論 言説の異化媒介的変換』法政大学出版局 叢書・現代の社会科学　1990
- 『日本のメディアと社会心理』新曜社 1995

### 共編
- 『にっぽん診断』日高六郎共編 三一新書 1964
- 『マス・コミュニケーション入門』日高六郎,稲葉三千男共編 有斐閣双書 1967
- 『社会心理学』編 有斐閣双書 1971
- 『現代の社会心理（南博先生一橋大学定年退官記念論文集』折橋徹彦、石川弘義共編 誠信書房 1979
- 『コミュニケーション社会学』編 サイエンス社 ライブラリ社会学 1985
- 『現代のマスコミ入門』編著 青木書店 1986

### 翻訳
- デイヴィッド・リースマン『個人主義の再検討』滝沢海南子共訳 パトリア書店 1959
- ジリアン・ダイヤー『広告コミュニケーション 広告現象を解読する』監訳 紀伊国屋書店 1985
- アーヴィング・ゴッフマン『出会い ――相互行為の社会学』折橋徹彦 共訳　誠信書房 1985